# タイムホロウ 奪われた過去を求めて
- TIME HOLLOW -奪われた過去を求めて-[注 1]
- TIME HOLLOW 奪われた過去を求めて[注 2]
- タイムホロウ -奪われた過去を求めて-[注 3]

『タイムホロウ〜奪われた過去を求めて〜』（TIME HOLLOW）は、2008年3月19日発売のニンテンドーDS用アドベンチャーゲーム。なお、公式でのジャンル名は過去修正アドベンチャー。

## 概要
主人公が「ホロウペン」と呼ばれる過去を変える力を行使し、過去に干渉しながら物語の核心に迫るといったタイムパラドックス展開するアドベンチャーゲームである。
シナリオ監修をテレビドラマ『アンフェア』（2006年）の原作小説『推理小説』（2004年）や映画『チェケラッチョ!!』（2006年）の脚本を務めた秦建日子が担当している。

## ストーリー
高校2年生の時尾歩郎は、17歳の誕生日前日、不思議な夢を見る。それは火事の中にいる両親が宙に浮かぶ不思議な穴へと消えていく場面、そして行かないでと叫ぶ幼い自分……。翌日、目が覚めるとなにやらおかしい。部屋は昨日までと微妙に違うし、なぜか家には叔父・保がいる。両親のことを周りに聞いてみると、二人は12年前から行方不明ということになっていた。そして飼い猫・フォ郎が持っていた謎のペン、ホロウペン。その日以来、歩郎の周りでは不可解な出来事が多く起こるようになる。歩郎は大切な人たちを守り、過去を元に戻すため、決意と共にホロウペンを手に取った。

## 舞台

### 加古町
時尾家
歩郎の自宅。時尾家関連の過去の変化によって、保の書斎ができていたりと家の中にも様々な変化が起きている。
加古高校
歩郎たちが通う高校。外見の割に校舎内は年季を感じさせられる。保や清作もここの卒業生である。
黒の巣
歩郎たちの溜まり場となっている喫茶店。店長は六条で、八木もここでバイトをしている。コーヒーは安くて、おかわり自由らしい。歩郎と三原はホットコーヒー、四堂はホットケーキとミルク、五島は梅昆布茶をよく頼む。名前の由来は時間の神「クロノス」より。
図書館
十倉の勤務先で、五島もここでよく自習している。また、和織と九里がよく待ち合わせに使っている場所でもある。歩郎も過去の事件を調べるためによく利用することになる。
三原家
三原　元樹とその妹・和織の自宅。歩郎は一度も上がったことがないので中がどうなっているのか知らない。フォ郎が2階の窓で寝ていることもある。
公園
海に面している公園で、犬の散歩代行のバイトをしている五島とよく会う場所。新や七沢も時々、散歩している。
駅前
時尾家からの最寄の駅。四堂と五島の自宅は電車で一つ先のところにあるらしい。八木も大学に通う際に使っている。
交差点
黒の巣の側にある車の多い交差点で、坂道となっている。また、付近は高級住宅街が広がっている。十倉の自宅もこの辺にあるらしい。
アイオーン
加古高校の近所にある清作が経営するアンティークショップ。元々は大きな木が植えてあった空き地であり、歩郎たちが木の上に小さな小屋を作って秘密基地にしていた。シロは、そのとき秘密基地で飼っていた野良犬である。しかし8年前の台風による落雷の際に木が倒れて秘密基地はなくなり、シロも死んでしまった。物語の途中で、店がなくなり、更地となる。
グリル・エテルナ
12年前に爆発事故が起きたレストラン。亘と秋はこのときの爆発事故に巻き込まれて行方不明となる。現在でも営業は続いている。
ときわ坂
35年前にバス事故があった海沿いの坂。急カーブになっており、ガードレールの先は崖となっている。

## 登場人物

### 主要人物
時尾歩郎（ときお ほろう）
声 - 代永翼
本作の主人公。加古高校2年生。趣味は時計集め。
17歳の誕生日を迎えた朝、昨日まで一緒に生活していた両親が「12年前に失踪した」という状態になっていた。この奇妙な出来事を解決するためにホロウペンを手に取り、この事件に関わっていく。
平凡な少年だが、事件を一人で解決しようと意気込むあたり、勇敢な性格。過去がいきなり変わることで周りの状況がすぐに飲み込めず、友人たちから変に思われることもしばしば。
十二林かのん（じゅうにばやし かのん）
声 - 杉浦奈保子
歩郎の身の回りで起きた出来事を知る謎の少女。歩郎の両親が失踪した状態になってからいつのまにかクラスメイトとなっていた。
なぜかホロウペンのことを知っており、ホロウペンによる過去の改変の影響を受けない。
時尾亘（ときお わたる）
声 - 成澤卓
歩郎の父親。年齢に比べて外見がかなり老けて見える。
歩郎の17歳の誕生日の前日、歩郎に何かを話そうとしていた。しかしその翌日を境に、秋と共に12年前に失踪した状態になる。
時尾秋（ときお あき）
声 - 篠塚由起子
歩郎の母親。歩郎の17歳の誕生日を境に12年前に失踪した状態になる。
料理の味付けがいつも薄味で、醤油や塩がなければ味がほとんどしないらしい。歩郎はそれをいつも指摘しているが、直す気はほとんどない。
時尾保（ときお たもつ）
声 - 樋口智透
歩郎の叔父。昔の事件を追うフリーライター。両親失踪後には、歩郎の親代わりとして一緒に暮らしている状態になる。
荒っぽい性格だが心の内には優しさを秘めている。
フォ郎
歩郎の飼い猫。先祖によって、時の流れから外れている。ホロウペンを歩郎に渡し、その後も色々なサポートをしてくれる。
エピローグでは歩郎たちがフォ郎の意外な謎に迫る展開があるが結局は謎のまま。

### 歩郎の周りの人物
一柳 清作（いちやなぎ せいさく）
声 - 菅原雅義
歩郎達の通う学校の近くにあるアンティークショップ「アイオーン」の店長。保の高校時代の同級生だが、同じ歳とは思えないほど老けている。
一柳 奈緒子（いちやなぎ なおこ）
声 - 足立友
35年前のバス事故で死亡した清作の母親。
二宮 朔太郎（にのみや さくたろう）
声 - 菅原雅義
歩郎のクラスの担任。昔は保のクラスの担任だった。時間に関係する問題を歩郎に出題する。
三原 元樹（みはら もとき）
声 - 箭内仁
歩郎の幼馴染でクラスメイト。マイペースでのんびりしている。昔はバスケをやっていたが、幼い頃の怪我が元で現在はやっていない。
三原 和織（みはら わおり）
声 - 川﨑芽衣子
三原元樹の妹。一人称は『俺』とボーイッシュで活発な性格。歩郎に片思いしているようである。
四堂 駿太（しどう しゅんた）
歩郎の幼馴染でクラスメイト。お調子者でポジティブ思考の持ち主で、少々気が弱いが怒ると手がつけられなくなる。自他認める美人のお姉さん好きであり、八木に片思いしていた。かつて空き地につくった秘密基地でシロという犬を飼っていたが自分のせいで死なせてしまったため、犬嫌いになった。
五島 凪（ごしま なぎ）
歩郎の幼馴染でクラスメイト。暇があれば勉強している努力家である。ペット好きでどんな犬でも彼に懐く。歩郎曰く、「口調が柔らければモテるのに」。
六条 琴子（ろくじょう ことこ）
歩郎たちがたむろする喫茶店「黒の巣」の店長。
七沢 竜之介（ななさわ りゅうのすけ）
働く女性を見ているのが好きという「黒の巣」の常連客。八木の彼氏。八木に色々ねだられてお金に困っているらしい。
八木 まゆ（やぎ まゆ）
声 - 広瀬有香
喫茶『黒の巣』でウェイトレスのバイトをしている。四堂が憧れている。近くの短大に通っているらしい。
九里 祥子（くり しょうこ）
三原和織と親友だが性格は対照的で引っ込み思案。歩郎に片思いしている。
十倉 想乃香（とくら そのか）
図書館の司書をやっている美人な女性。歩郎曰く、「クールビューティー」。仕事の時は白のスーツを着こなすが普段着のセンスは独特。
十一谷 新（じゅういちたに あらた）
近所に住む小学生。犬のジョンと散歩するのが大好きで、街のいろんな場所で歩郎たちと出会うが、なにかとトラブルに巻き込まれることとなる。
ジョン
新の飼い犬。人懐っこく、新といつも散歩している。
シロ
歩郎たちが昔、空き地に造った秘密基地で飼っていた白い犬。8年前に台風が来た際の落雷で死んでしまった。

## 音楽

### 主題歌
オープニングテーマ
- 「TimeHollow」 
  - 作詞：HANNA KONDO／作曲：秋田真典／歌：Mouse
  - ギター：秋田真典／ベース：ドミニク・シャグノン／ドラムス：スコット・ラシム／ヴァイオリン：エドガー・カウツナー、イザベル／ヴィオラ：若松美緒、佐藤佳子／チェロ：エミ・エヴァンス
- レコーディング&ミキシング・エンジニア：岡部潔
- マスタリング・エンジニア：しもやまゆたか

エンディングテーマ
- 「Unite As One」 
  - 作詞：野口圭／作曲：原一博／編曲：田中隼人／ストリングスアレンジ：弦一徹／歌：伊藤由奈

## スタッフ
- ゲーム・プランニング、シナリオ、オリジナル・キャラクター・デザイン：河野純子
- シナリオ監修：秦建日子
- ゲーム・プランニング協力：小牟田修、大橋直人
- デザイン・ジェネラリゼーション：しんぽつぐろう
- テクニカル・サポート：さかもとあきお、飯田周太郎、岩倉宏介
- ムービー・エディット：丸山和也
- 音楽スーパー・アドバイザー：佐藤直行
- サウンド・スクリプター：渡邉愉香
- サウンド・ディレクター：高橋哲史
- サウンド・プロデューサー：柏崎歩
- スペシャル・サンクス：戸田信子、わたなべつとむ、岩城千珠 (Dagmusic)、ませばゆたか(ZRO Limit Productions)、かねさくはるよ(ZRO Limit Productions)
- 開発ディレクター：まきしげかず
- テクニカル・ディレクター：橋谷利幸
- リード・プログラマー：太田虎一郎
- プログラマー：坂井勝久
- テクニカル・サンクス：西野浩三、てしまひろし
- キャラクター・デザイン：内山紳介
- ポスト・プロダクション・アーティスト：内山紳介、しのざきあきら、大友健一、玉里栄二、番場進
- ポスト・プロダクション・アーティスト協力：Mcreate Co.Ltd.,、むらかみあき、はせがわじゅんや
- キャラクター・CGディレクター：みやおいかおり
- キャラクター・アーティスト：あなざわみく、見城加奈子、青山琢也、はらりえ、かんのりこ
- キャラクター・アーティスト協力：Ganzin Co. Ltd.,、じんぼたかし
- テクニカル・アーティスト：かどいとしゆき
- 開発プロデューサー：成田伸子
- 開発協力：テンキー
- アート・ディレクター：中座洋次
- 背景コンセプト・デザイナー：MooDee、金平和茂
- 背景アーティスト：山根左帆、大泉杏奈、わかまつえいじ、うんのゆき、かわもとあゆ、いとうひろし、伊東広道、内田努
- 背景アート・プロダクション：草薙 (企業)
- アニメーション・ディレクター：こがわとしやす
- アシスタント・ディレクター：こがわとしやす、五十嵐達矢
- チーフ・アニメーション・ディレクター：植田洋一
- 中間アニメーター：はぎわらかすみ、えんどうしんや、角田恵子、動画工房、タツノコプロ
- カラー・デザイン：ながさきめぐみ
- カラー・セッティング/カラー・チェック：はるかわあつし
- アート・ディレクター：わかまつえいじ
- 撮影ディレクター：入部章（タツノコプロ）
- コンポジット：北岡正、江間常高、竹本義人（タツノコプロ）
- エディット：もりたせいじ、田熊純、桜井たけし
- プロダクション・アシスタント：つじとしかず
- チーフ・プロダクション・アシスタント：田中元陽
- プロデューサー：おおぎじゆ、よしだのりお、さきかわさちや
- エグゼクティブ・プロデューサー：三浦享
- サウンド・エフェクト：窪寺義明
- 作曲：吉田順一
- マネージャー：岩田吉史
- サウンド部門：Cube
- キャスティング・プロダクション：ZRO Limit Production
- 協力：エム・エーフィールド、フォントワークス
- ローカライゼーション・プロダクション：インタック
- パッケージ、マニュアル・デザイン：よねどしずこ、たなかしげゆき

## 評価
ゲーム誌「ファミ通」の「クロスレビュー」では合計32点（満40点）でゴールド殿堂入りを獲得している。

## コラボレーション
発売に先駆けて、PlayStation 2版 Dance Dance Revolution SuperNOVA2に本作のテーマソング「TimeHollow」が収録された。プレイ中はオープニングムービーがバックに流れる。